# Cours (Alvernia-Rodano-Alpi)
Cours è un comune francese situato nel dipartimento del Rodano della regione del Alvernia-Rodano-Alpi.

## Storia
È nato il 1º gennaio 2016 dalla fusione dei precedenti comuni di Cours-la-Ville, Pont-Trambouze e Thel.